# Mladen Mladenović
Mladen Mladenović, hrvaški nogometaš, * 13. september 1964.
Za hrvaško reprezentanco je odigral 19 uradnih tekem in dosegel tri gole.